# Ernst Ludwig von Spiegel

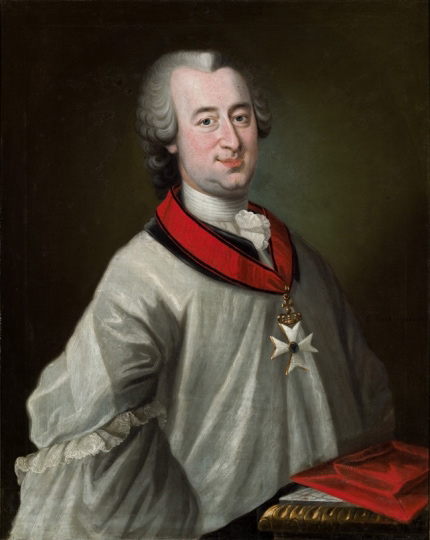
Ernst Ludwig Freiherr von Spiegel zum Desenberg, Gemälde von E. Beckly, 1756, Gleimhaus Halberstadt

Ernst Ludwig Freiherr von Spiegel zum Desenberg (* 22. Februar 1711 in Gießen; † 22. Mai 1785 in Wetzlar) war Rittergutsbesitzer, Domherr zu Halberstadt und ab 1753 regierender Domdechant im preußischen Fürstentum Halberstadt.
Mit Gleim, der für ihn als Domsekretär die Geschäfte führte, verband ihn eine enge Freundschaft. 1771 legte er den Landschaftspark Spiegelsberge bei Halberstadt an, gründete 1778 das erste preußische Lehrerseminar und beteiligte sich 1785 an der Gründung der Literarischen Gesellschaft Halberstadt. Er betätigte sich auch als Dichter und stand dem Dichterkreis der Weimarer Klassik nahe.

## Leben
Der Sohn des hessen-darmstädtischen Generalmajors und Gouverneurs der Festung Gießen Claus Diederich von Spiegel zum Diesenberg, Herr auf Übelngönne und Dalheim (* 20. Februar 1671 in Werna; † 10. Januar 1725 in Gießen) und der Hedwig Augusta von dem Busch (* 12. August 1685 auf Schloss Hünnefeld; † 1. Mai 1756 auf Schloss Übelngönne) wurde bereits im Alter von 11 Jahren an der Universität Gießen immatrikuliert. 1721/1722 machte er in Begleitung von Joachim Christoph Nemeitz eine Reise nach Rom zur damaligen Papstwahl. Bis 1730 stand er im hessisch-kasselschen Militärdienst, zuletzt als Kornett.
Er wurde 1731 in Halberstadt evangelischer Domherr, 1746 Domscholaster und 1753 Domdechant. Unter den 14 Domherren, die ihn zum Domdechanten wählten, waren vier Katholiken. In dieser Funktion führte er bis zu seinem Tode für Friedrich den Großen die Regierung des Fürstentums Halberstadt. Seit 1747 war Johann Wilhelm Ludwig Gleim der Domsekretär, dem Spiegel die Geschäfte weitgehend überließ; aus der Zusammenarbeit entstand eine enge Freundschaft. Daneben bekleidete er das Amt eines Propstes der beiden Halberstädter Kollegiatstifte St. Peter und Paul und Unserer Lieben Frauen.
1749 heiratete er Ehrengard Melusine Johanna Spiegel von Peckelsheim (* 1728), eine entfernte Verwandte und Erbtochter zu Seggerde. 1768 übernahm er den ihr nachgelassenen Besitz. Im Schloss Seggerde wurden auch ihre Kinder geboren, von denen nur der Sohn Werner Adolf Heinrich von Spiegel (* 18. August 1754; † 22. November 1828) die Eltern überlebte.
1754 stiftete Friedrich II. in Spiegels Anwesenheit in Berlin für die Halberstädter Domherren einen eigenen Orden, den St. Stephansorden. 1757 war Spiegel während der Schlacht bei Kolin in der Etappe anwesend. Spiegel verfügte über kein bedeutendes Gehalt, konnte jedoch auf die Mittel der fürstbischöflichen Weindomänen zurückgreifen, die er vorwiegend zu wohltätigen Zwecken, auch zur Förderung der Literatur, verwendete. Er gründete 1778 in Halberstadt das erste preußische Lehrerseminar.
1761 erwarb er die kahle Hügelkette Kattfußberge im nördlichen Harzvorland, südlich von Halberstadt. Er ließ sie gestalten und stellte den Landschaftspark Spiegelsberge 1771 der Öffentlichkeit zur Verfügung. Als Landsitz errichtete er sich dort ab 1780 das Jagdschloss Spiegelsberge, als Wohnsitz in Halberstadt ließ er 1782 die Spiegel'sche Kurie am Domplatz erbauen. Gleim veranlasste Spiegel im August 1783, ein Fest für die durchreisende Herzogin Anna Amalia auf den Spiegelsbergen zu geben, zu dem Wieland ihr die Einladung überbrachte, und auch ein zweites im September auf der Rückreise, bei dem Goethe und der braunschweigische Hof zugegen waren.
Er erlebte noch die zu Jahresanfang 1785 erfolgte Gründung der Literarischen Gesellschaft Halberstadt und starb kurz darauf im Mai auf einer Reise in Wetzlar. Beigesetzt wurde er in dem von ihm ab 1783 errichteten Mausoleum in den Spiegelsbergen. Sein Sohn ließ seinen Leichnam 1811 in die Familiengruft nach Seggerde überführen.
Nach ihm ist auch das 1778 erbaute Spiegelshaus, ein Jagdhaus bei Gernrode, benannt.

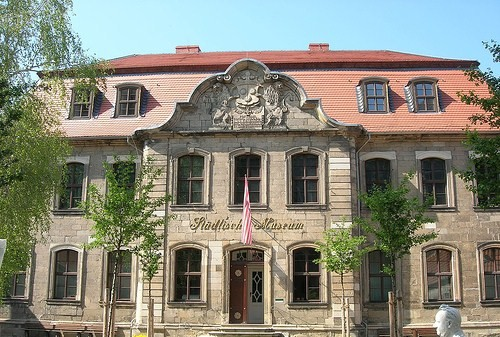
Die Spiegelsche Kurie am Domplatz Halberstadt, erbaut 1782, heute Städtisches Museum
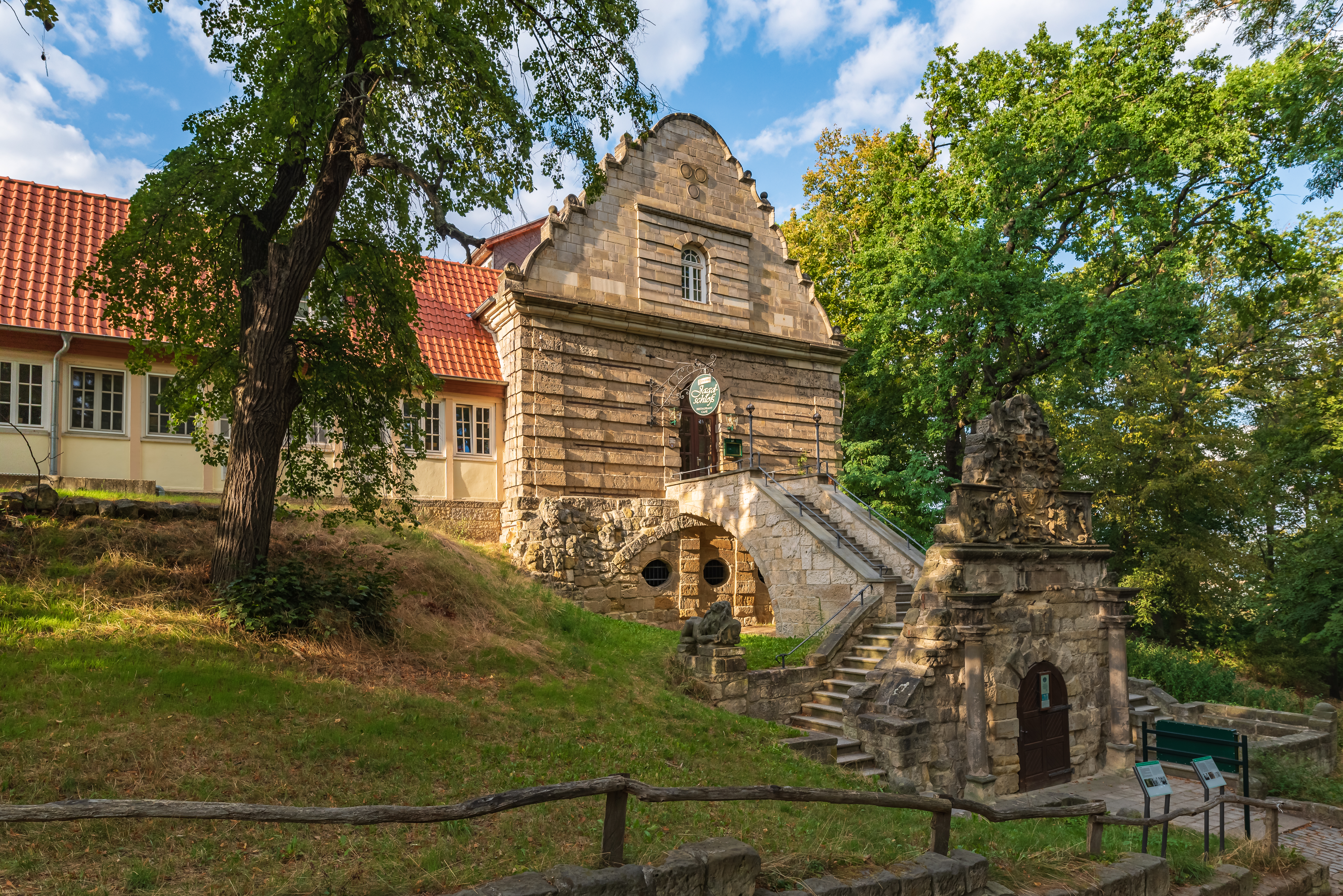
Jagdschloss Spiegelsberge, erbaut 1780 bis 1782
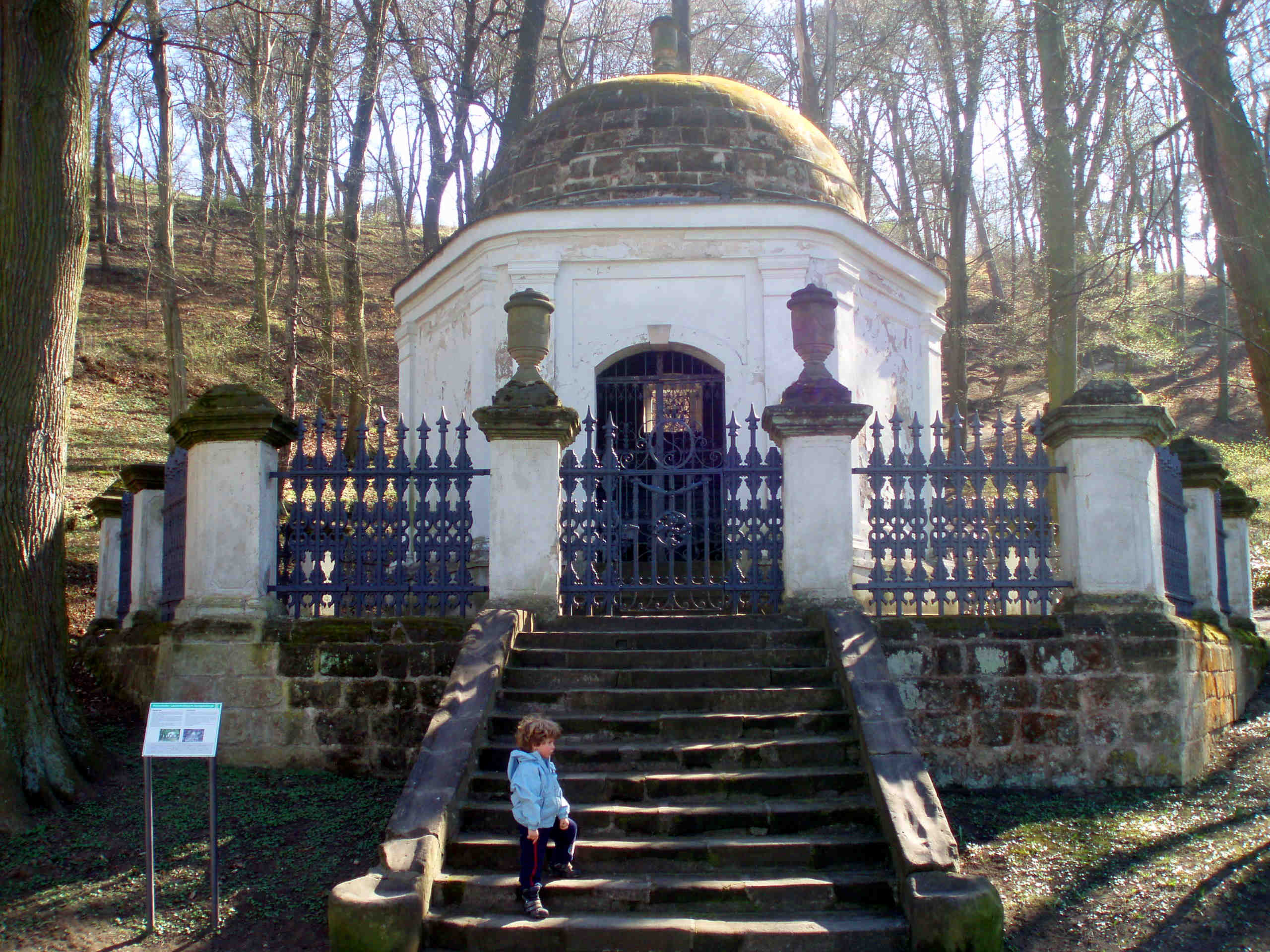
Mausoleum von Ernst Ludwig von Spiegel, Spiegelsberge